# Matricària
Matricària (Matricaria) és un gènere de plantes angiospermes de la família de les asteràcies (Asteraceae). Són plantes natives de les zones temperades i subtropicals de l'hemisferi nord.

## Descripció
Són plantes herbàcies anuals, amb tiges erectes glabres, de vegades fragants. Les fulles són bi o tripinnades amb molts folíols i es disposen de manera alternada. Les flors es troben agrupades en capítols pedunculats solitaris o en agrupacions corimboses laxes, l'involucre acostuma a tenir dues o tres fileres de bràctees amb el marge escariós i el receptacle cònic. Si són present, les flors ligulades , les exteriors, són femenines amb tres lòbuls a l'àpex de la lígula, que és de color blanc. Els flòsculs, les flors interiors, són hermafrodites, de forma tubular amb quatre o cinc lòbuls i de color groc o verdós. El fruit és un aqueni entre ovoide i oblong amb papus molt curt en forma de corona. 

## Taxonomia

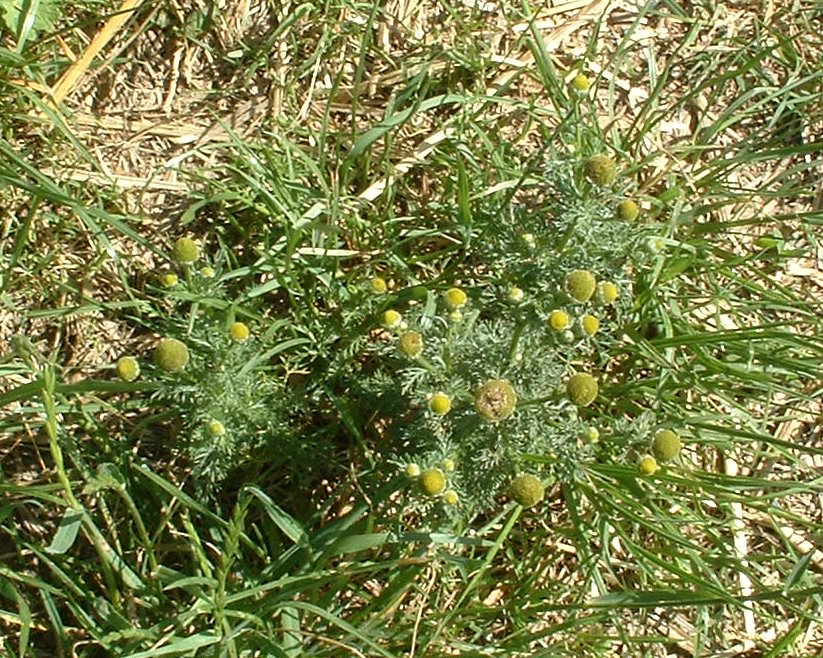
Matricaria discoidea

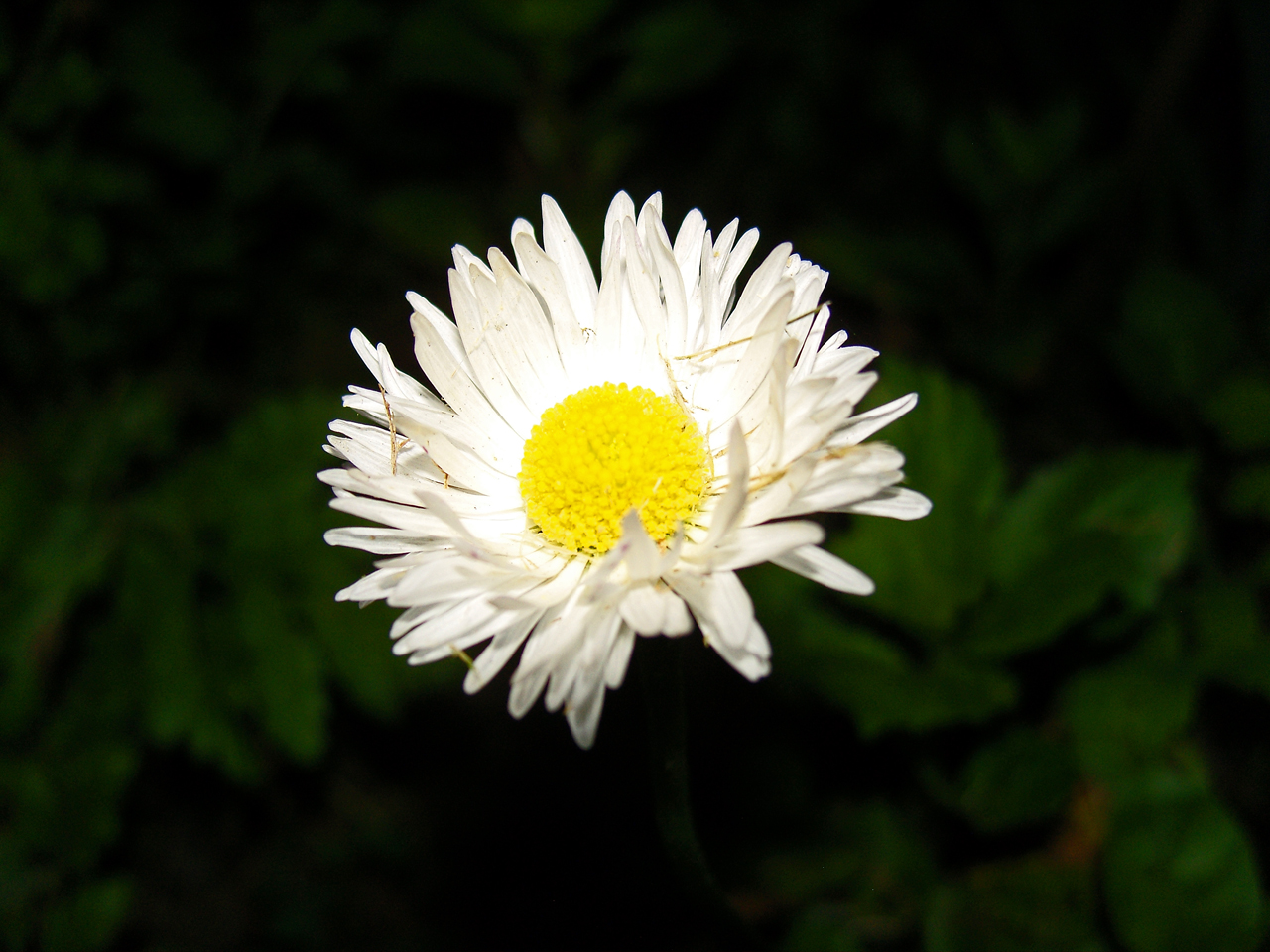
Matricaria

Aquest gènere va ser publicat per primer cop l'any 1753 al segon volum de l'obra Species Plantarum del botànic suec Carl von Linné (1707-1778).

### Espècies
Dins del gènere Matricaria es reconeixen les sis espècies següents:
- Matricaria appressa Charit.
- Matricaria aurea (Loefl.) Sch.Bip.
- Matricaria chamomilla L.
- Matricaria discoidea DC.
- Matricaria occidentalis Greene
- Matricaria tzvelevii Pobed.

### Sinònims
Els següents noms científics són sinònims heterotípics de Matricaria:
- Akylopsis Lehm.
- Camomilla Gilib.
- Cenocline K.Koch
- Chamomilla Gray
- Cotulina Pomel
- Courrantia Sch.Bip.
- Gama La Llave
- Lepidanthus Nutt.
- Lepidotheca Nutt.

## Usos
L'extracte de camamilla, Matricaria chamomilla es pren com infusió medicinal, la camamilla romana (Chamaemelum nobile), tot i també ser utilitzada per les seves propietats medicinal, pertany a un altre gènere, Chamaemelum.